# Grotele Ajanta
Grotele Ajanta, sau Peșterile Ajanta reprezintă un complex religios budist situat în nord-estul statului federal  Maharashtra, la 100 de km de orașul Aurangabad, din India.
Peșterile se află pe o vale stâncoasă, în formă de U, a  râului Waghur. Aici s-au descoperit numeroase temple săpate în stâncă și o uriașă colecție de statui și picturi ce reprezintă scene din viața lui Buddha. Regiunea a intrat în anul 1983 în Patrimoniul mondial UNESCO.

## Istoric
Grotele Ajanta au fost excavate în două faze, între secolele III î.Hr și V d.Hr. Prima fază a început în secolul al III-lea î.Hr, odată cu săparea primelor grote de către membrii dinastiei Satavahana (230-220 î.Hr). Această fază este numită și Faza Hinayana, făcând referire la micul vehicul al budismului. Peșterile construite în această perioadă au drept caracteristică principală prezența monumentelor funerare sau a sălilor de meditație de tip stupa sau chaitya și numărul mic de  picturi și statui ale lui Buddha. Acest lucru, se datorează faptului că în budismul Hinayana, Buddha este văzut ca un învățător și un exemplu de urmat, nu ca un obiect al adorației.

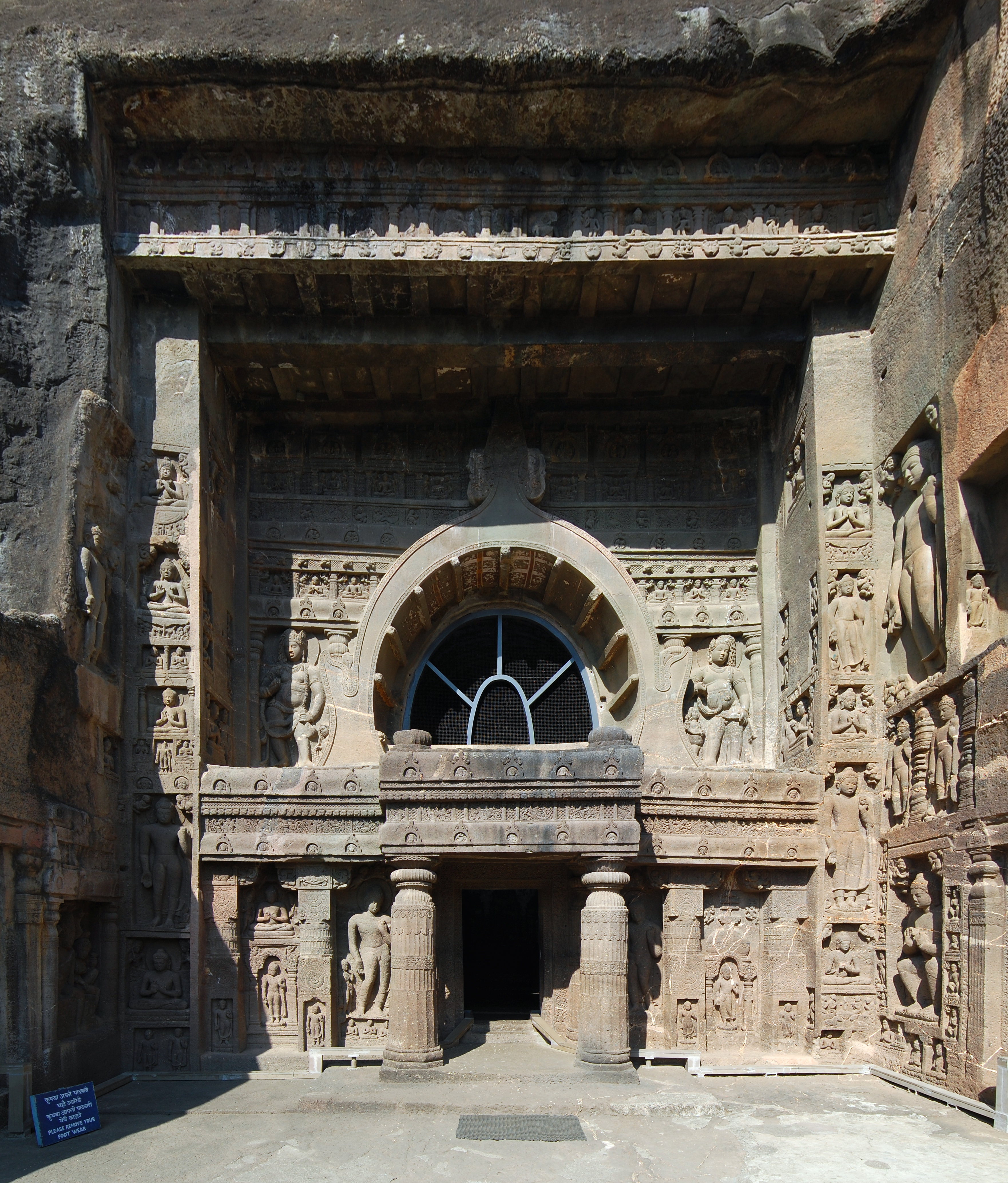
Intrarea în grota 19.

A doua faza a început în secolul al V-lea d.Hr. Această fază, numită și Faza Mahayana, după marele vehicul al budismului, a avut loc între anii 460-480, în timpul domniei împăratului Harishena din dinastia Vakataka (250-500 d.Hr). Acesta era un mare patron al artei budiste, în timpul domniei sale fiind înfrumuțesate grotele de la Ajanta și construite unele noi, fabuloase, bogate în picturi și sculpturi, prezentând scene din viața lui Buddha sau ale altor divinități budiste. Curând, Ajanta a devenit un important centru monahal budist, însuși călugărul chinez Xuanzang ne informează într-una din lucrările sale că aici a trăit Dignaga, un celebru călugăr filozof, autor al unor tratate de logică din secolul al V-lea. Cu toate acestea, site-ul a intrat în impas odată cu declinul budismului în India, în secolul VII fiind părăsit definitiv. În aprile 1819 trupele militare britanice din Madras ajung în această vale în urma unei vânători de tigri. Cu această ocazie, ofițerul John Smith descoperă grotele unde lasă o inscripție. Mult mai târziu, alți cercetători îl vor redescoperi și îl vor face celebru în întreaga lume, incluzându-l în anul 1983 în Patrimoniul Mondial UNESCO.

## Importanța culturală
Pe lângă realizarea extraodinară de săpare de grote în stâncă, aceste grote prezintă și sculpturi și picturi artistice remarcabile. Intrarea în grotă este îngustă, iar încăperile grotelor sunt mai mult largi decât adânci. La intrare în încăpere privirea vizitatorului cade pe o statuie sculptată în piatră a lui Buddha. Grota mai importantă are scene executate cu măiestrie din viața lui Buddha, imagini care dau senzația de adâncime. Pentru  protecția acestora ele sunt acoperite cu material plastic transparent (plexiglas). Într-o altă grotă este o scenă care prezintă doi războinici, unul roman celălat chinez care se închină în fața lui Buddha, aici fiind vorba de o influență de cultură din bazinul Mării Mediterane. În timpul când s-au executat aceste scene Imperiul Roman a atins apogeul său, soldații romanii ajungând deja pe teritoriul Mesopotamiei (Irakul de azi). De asemenea sunt prezente și alte personaje din mitologia budistă precum Amitābha, Akshobhya, Vajrapani sau Manjusri.

## Galerie

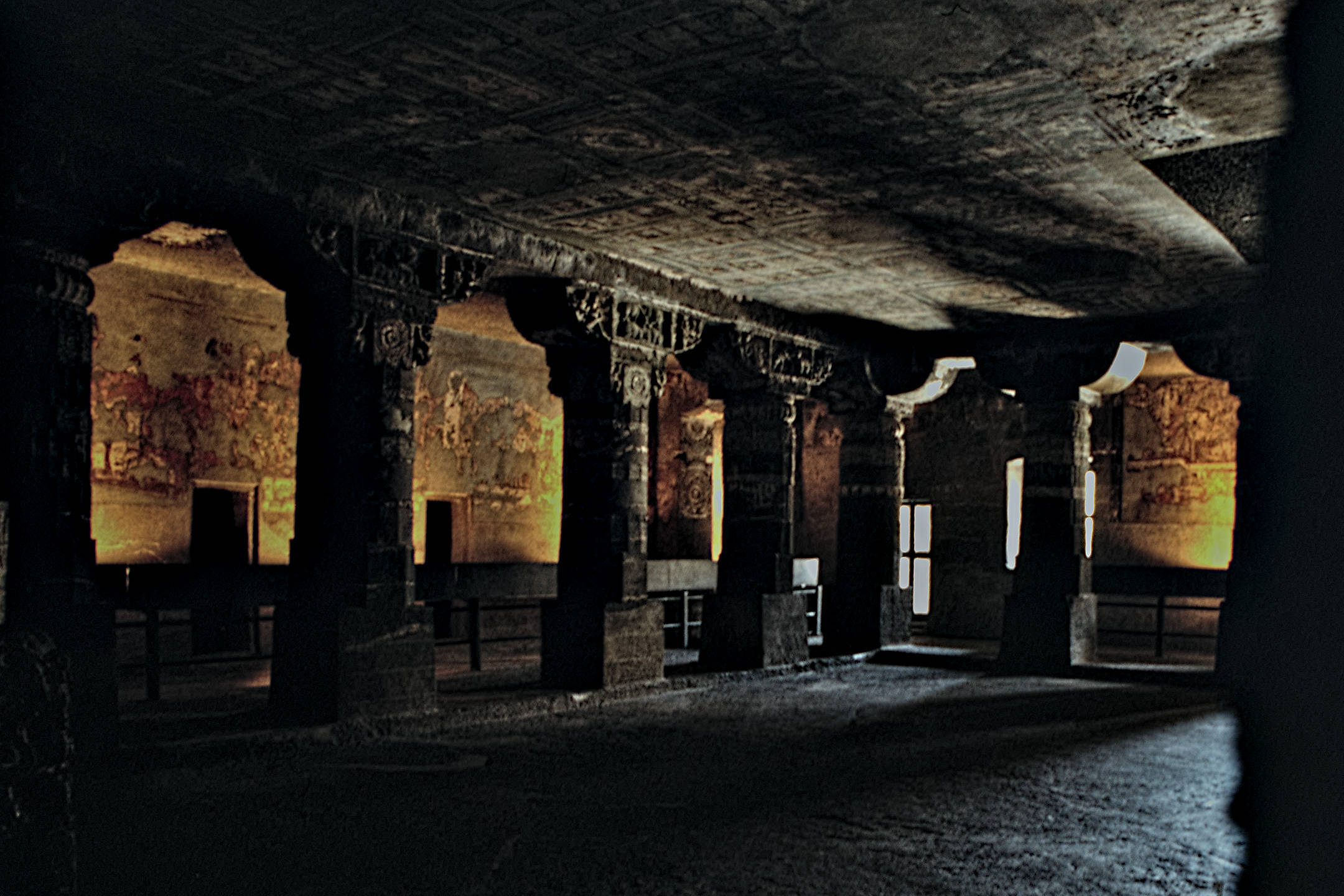
Templul din grota 1
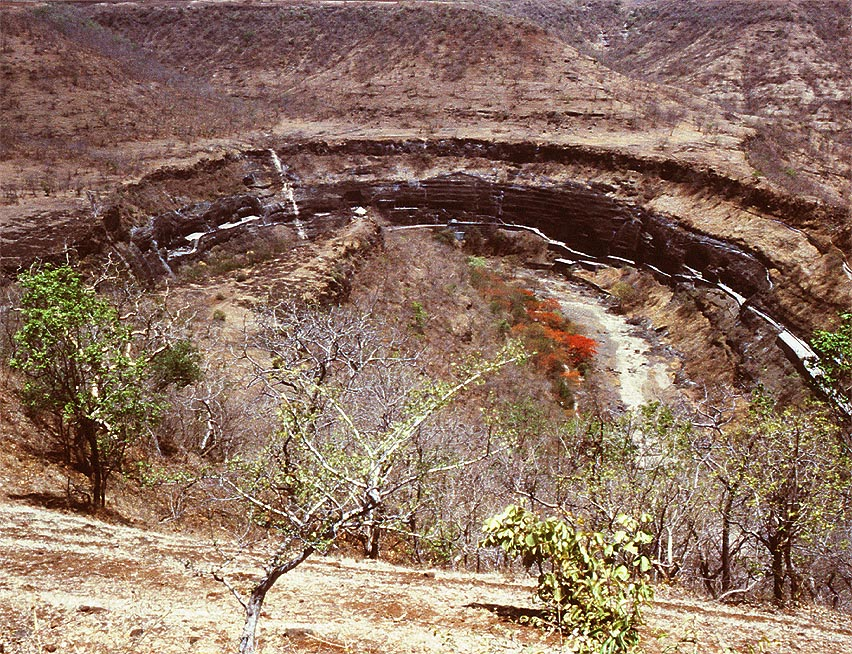
Valea Waguma cu Ajanta
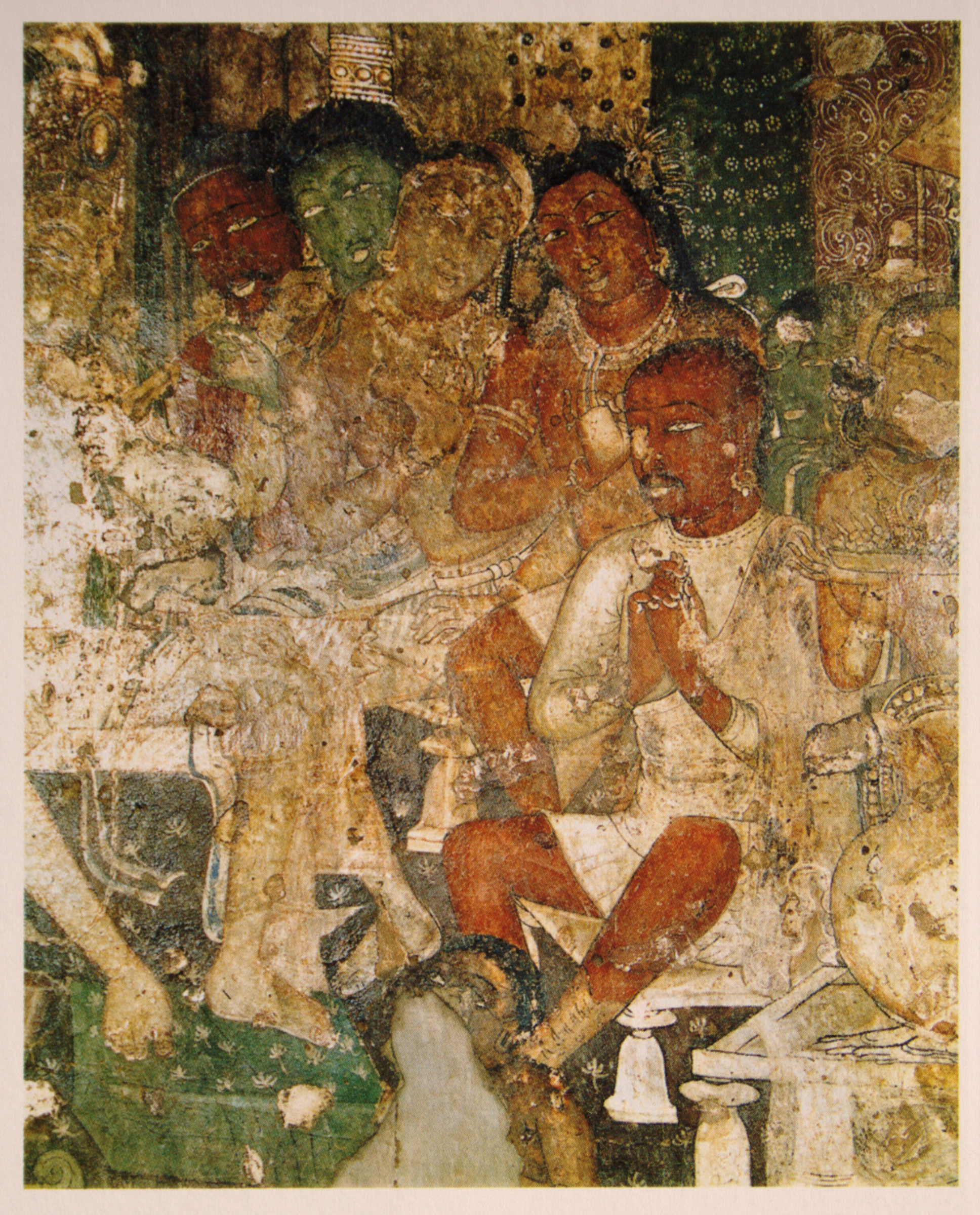
Pictură, grota 17
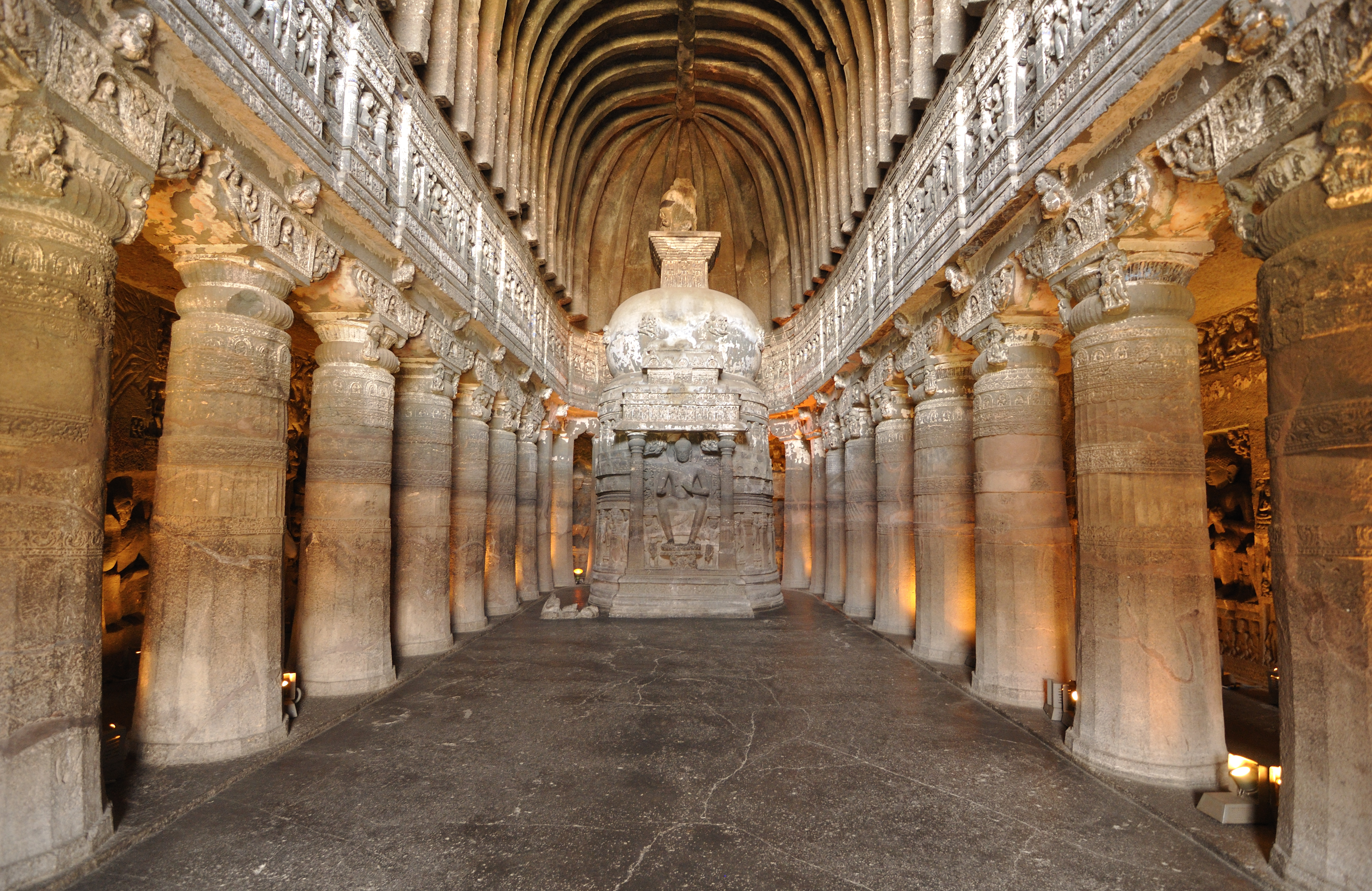
Chaitya şi stupa în grota 26
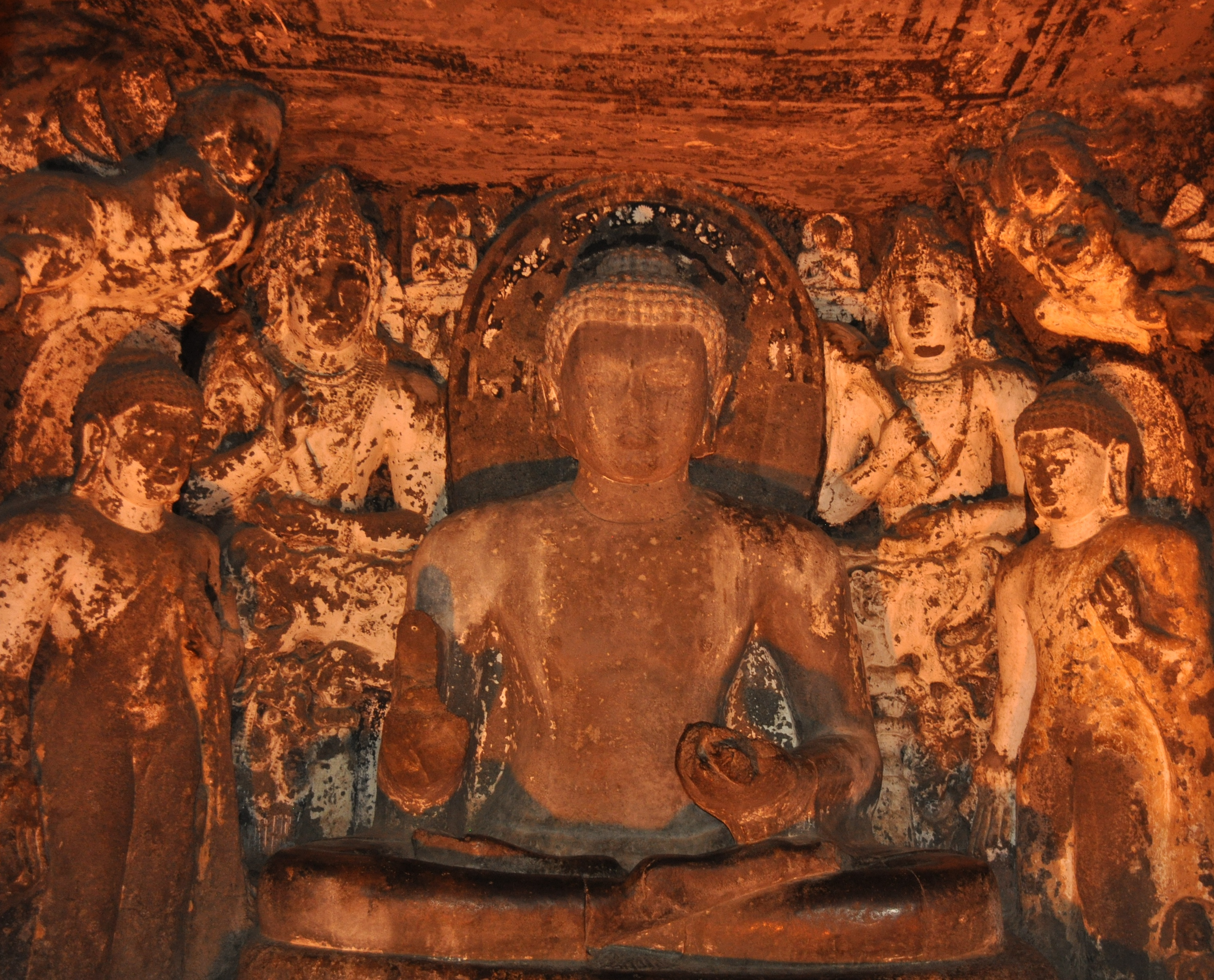
Statuia lui Buddha, grota 4
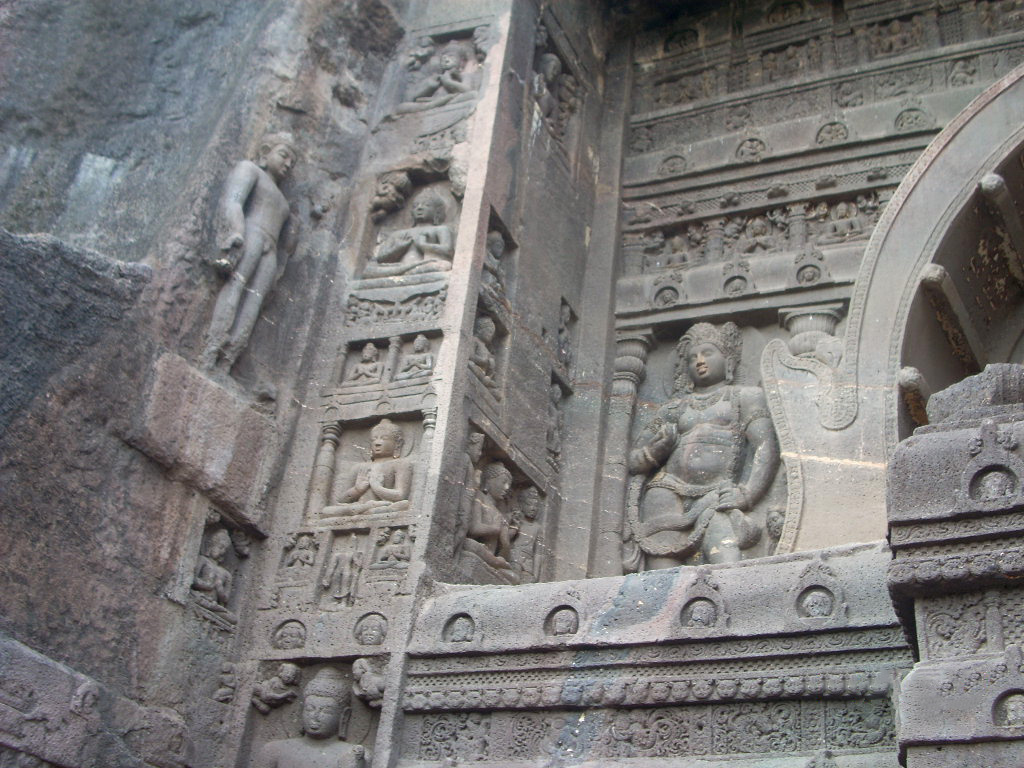
Basoreliefuri, grota 19
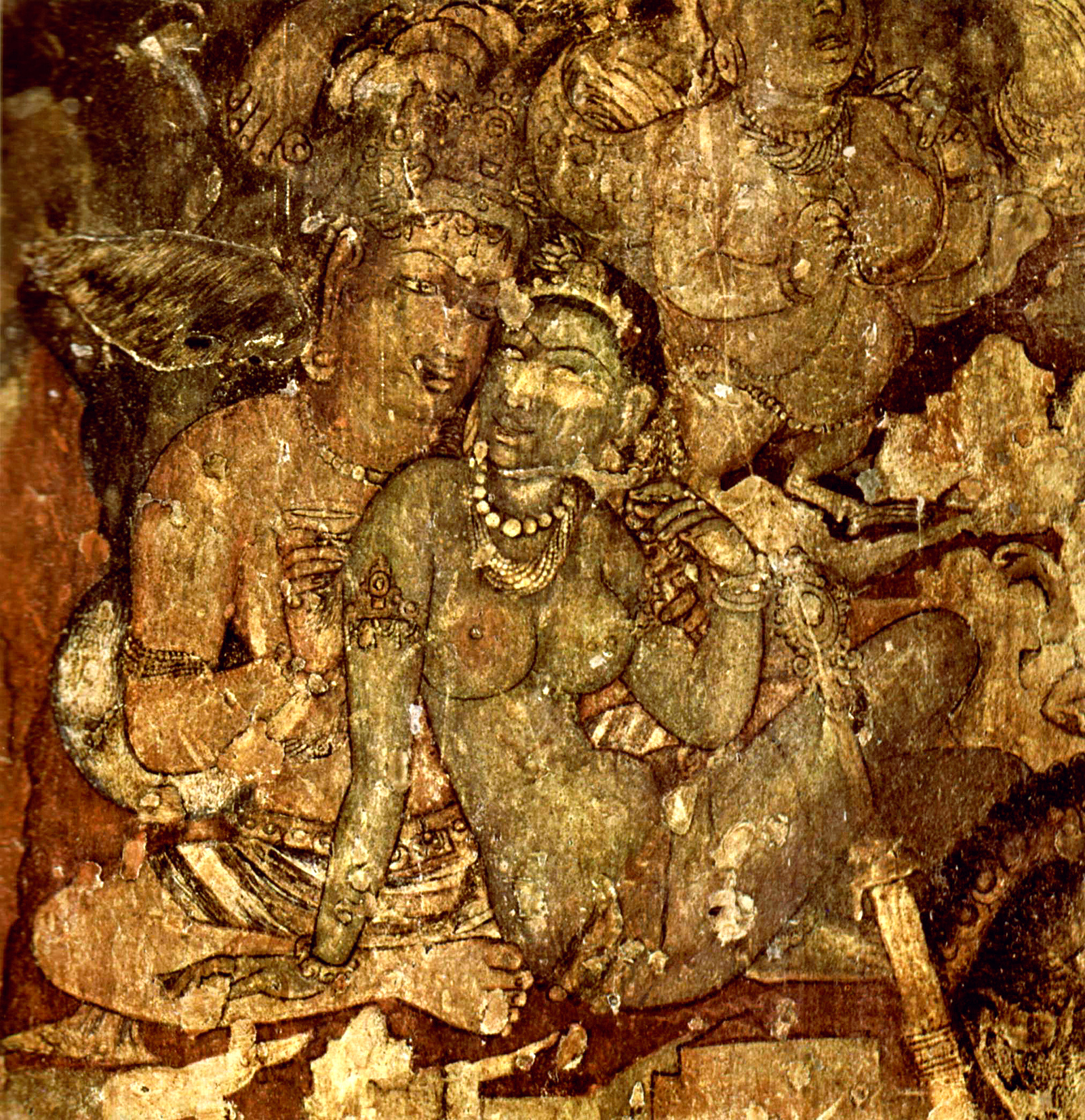
Pictură, grota 1